# Christopher Buchholz
Christopher Buchholz (ur. 4 lutego 1962 w Los Angeles) – niemiecki aktor telewizyjny i filmowy i reżyser.
Syn niemieckiego aktora Horsta Buchholza (1933–2003) i Myriam Bru (ur. 1932).
10 lutego 2014, w ramach Berlinale, w Ambasadzie Francji w Berlinie otrzymał Order Sztuki i Literatury.

## Wybrana filmografia

### Filmy fabularne
- 1988: Dom przy Carroll Street (The House on Carroll Street) jako Stefan
- 1990: Bez strachu przed śmiercią (S'en fout la mort) jako Michel
- 1992: Diên Biên Phu jako Kapitan Morvan
- 2003: Luter (Luther) jako Jan Mayer von Eck, zaciekły przeciwnik Marcina Lutra
- 2004: Eros jako Christopher
- 2004: Zamach w Wilczym Szancu (Stauffenberg, TV) jako Berthold Graf von Stauffenberg
- 2004: Milady (TV) jako Lord Buckingham
- 2008: Lady Blood jako Paul Mansotti
- 2008: Des hommes jako żołnierz
- 2010: Szanhaj (Shanghai) jako Karl Müller
- 2010: Amok jako Er
- 2011: Nos résistances jako żołnierz niemiecki
- 2011: A na morzu spokój (La Mer à l'aube) jako komendant Kristucat
- 2011: Les Hommes libres jako Major Ratibor
- 2014: L’Héritière (TV) jako Karl

### Seriale
- 1990: Dziedzictwo Guldenburgów (Das Erbe der Guldenburgs) jako Claudio Torres
- 2001: Largo (Largo Winch)
- 2005: Królowie przeklęci (Les Rois maudits) jako Edward II
- 2005: SOKO Leipzig jako Paul Castell
- 2005: Komisarz Moulin (Commissaire Moulin) jako Gérard Bronivsky
- 2013–2014: Un village français jako komendant Schneider
- 2014: Tatort jako Max